# Crocidura rapax
Crocidura rapax is een zoogdier uit de familie van de spitsmuizen (Soricidae). De wetenschappelijke naam van de soort werd voor het eerst geldig gepubliceerd door G. Allen in 1923.

## Voorkomen
De soort komt voor in China, India en Taiwan.